# Dohrniphora bicostula
Dohrniphora bicostula är en tvåvingeart som beskrevs av Giar-Ann Kung och Brown 2005. Dohrniphora bicostula ingår i släktet Dohrniphora och familjen puckelflugor.
Artens utbredningsområde är Colombia. Inga underarter finns listade i Catalogue of Life.